# Šarlota Hesensko-Homburská
Šarlota Hesensko-Homburská (Šarlota Dorotea Žofie; 17. června 1672, Kassel – 29. srpna 1738, Výmar) byla sňatkem sasko-výmarská vévodkyně.

## Život
Narodila se v Kasselu jako nejstarší ze dvanácti dětí lankraběte Fridricha II. Hesensko-Homburského a jeho druhé manželky Luisy Alžběty Kuronské.
4. listopadu 1694 se v Kasselu jako dvaadvacetiletá provdala za o osm let staršího Jana Arnošta III. Sasko-Výmarského, jehož se stala druhou manželkou; z předchozího manželství mu zůstaly dvě děti.
Po manželově smrti v roce 1707 obdržela jako vdovské věno město Hardisleben. Hlavní residenci měla ve Žlutém paláci (Gelbe Schloss), který byl postaven v letech 1702–1704.
Poručnictví jejího jediného syna Jana Arnošta bylo svěřeno jejímu švagrovi Vilému Arnoštovi; Šarlota se však o syna oddaně starala během jeho nemoci a umírání v 18 letech v roce 1715.
Šarlota zemřela 29. srpna 1738 ve věku 66 let ve Výmaru.

## Potomci
Za třináct let manželství porodila čtyři děti:
- 1. Karel Fridrich Sasko-Výmarský (31. 10. 1695 Výmar – 30. 3. 1696 tamtéž)[1]
- 2. Jan Arnošt Sasko-Výmarský (25. 12. 1696 Výmar – 1. 8. 1715 Frankfurt nad Mohanem), svobodný a bezdětný[2][3]
- 3. Marie Luisa Sasko-Výmarská (18. 12. 1697 Výmar – 29. 12. 1704 tamtéž)[4][5]
- 4. Kristýna Žofie Sasko-Výmarská (7. 4. 1700 Výmar – 18. 2. 1701 tamtéž)[6]